# Lőrinc Szabó (pjesnik)
Lőrinc Szabó (Miškolc, 31. ožujka 1900. – Budimpešta, 3. listopada 1957.) je bio mađarski književnik, jedan od najpoznatijih. Radio je kao novinar. Pisao je pjesme i eseje.

## Životopis
Rodio se u Miškolcu u obitelji vlakovođe. Obitelj mu se u 3. godini preselila u Balassagyarmat. Ondje i u Debrecinu išao je u školu. Studirao je filologiju na sveučilištu Eötvös Loránd u Budimpešti. U Budimpešti se sprijateljio s mađarskim pjesnikom Mihályem Babitsem.
Čestim je bio gostom hrvatske obale. 1925. je radio u Rijeci kao izvjestitelj svog lista. Poslije je dolazio u hrvatske krajeve kao turist, 1932. na putovanju od Sušaka do Dubrovnika, a Opatija mu je bila odmorištem jeseni 1934. godine. 1937. je ponovno posjetio Hrvatsku. Bio je u Dubrovniku. Posebice ga se dojmila Korčula "čudesno lijepo mjesto" da ga je opet obišao te je ondje ostao nekoliko dana. Za tog mu je boravka nastala pjesma Razgovor s morem. "Stara Korčula" mu se kao motiv pojavila i u drugim pjesmama.
1942. ga je mađarsko ministarstvo kulture poslalo na Weimarske pjesničke susrete gdje je upoznao njemačkog dužnosnika Carla Rothea, kasnijeg glavnog tajnika Europskog pjesničkog udruženja (EPU) koje je utemeljeno 1941. godine. Szabö je bio sudionikom i mađarskim govornikom za EPU nakon Józsefa Nyíra, pa je tako pisao za časopis tog udruženja Europaische Literatur.
Zbog toga što je surađivao s Nijemcima na kulturnom polju, 1945. su ga komunistički moćnici optužili za fašizam, nakon čega nije objavio nijedan rad, nego je samo prevodio. Tek pred smrt njegov je književni doprinos opet vrednovan te je dobio nagradu Kossuth.
Pisao je za časopis Az Est, a osnovao je i izdavao časopis Pandoru od 1927. do 1928. godine.

## Priznanja i nagrade
Otkad je 1998. godine utemeljena Digitalna književna akademija, posmrtnim je njenim članom.
21. svibnja 2011. mu je na Obali Franje Tuđmana u Korčuli otkrivena spomen-ploča kraj arkade Lučke kapetanije. 
Danas se po njemu zovu Istraživačko središte Lőrinc Szabó Sveučilišta u Miškolcu, Zaklada Lőrinc Szabó, a među ostalim, škola i gimnazija u Budimpešti.

## Djela
- Föld, Erdő, Isten, 1922.
- Kalibán, 1923.
- Fény, fény, fény, 1926.
- A Sátán műremekei, 1926.
- Te meg a világ, 1932.
- Különbéke, 1936.
- Harc az ünnepért, 1938.
- Régen és most, 1943.
- Tücsökzene, 1947.
- A huszonhatodik év, 1957.